# تایفون لان (۲۰۲۳)
تایفون لان (انگلیسی: Typhoon Lan)، توفان استوایی یا چرخند حاره‌ای قدرتمندی بود که در اواسط اوت ۲۰۲۳ به مرکز ژاپن ضربه زد. هفتمین توفان با همین نام و پنجمین توفان فصلی توفان اقیانوس آرام در سال ۲۰۲۳، لان از ناحیه‌ای فشار کم چند صد کیلومتر در شرق ایوو جیما سرچشمه گرفت.